# Apogonia clypeata
Apogonia clypeata är en skalbaggsart som beskrevs av Moser 1913. Apogonia clypeata ingår i släktet Apogonia och familjen Melolonthidae. Inga underarter finns listade i Catalogue of Life.